# Korsband

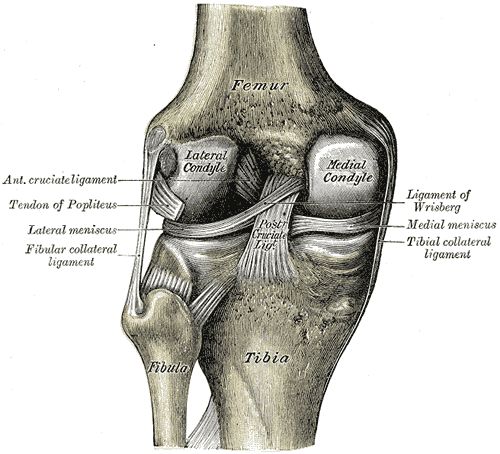
Vänster knäled sedd bakifrån med invändiga ligament exponerade.
Illustration: Gray's Anatomy, 1918. (PD)

Korsband (latin: ligamenta cruciata) är två ligament eller ledband som i knät (genu) omger knäleden (articulatio genus). Det finns ett bakre korsband (latin: ligamentum cruciatum posterius genus, engelska: posterior cruciate ligament (PCL)) och ett främre korsband (latin: ligamentum cruciatum anterius genus, engelska: anterior cruciate ligament (ACL)).
Det bakre korsbandet gör att skenbenet (tibia)  inte kan röra sig bakåt i förhållande till lårbenet (os femoris), medan det främre korsbandet gör att skenbenet inte kan röra sig framåt i förhållande till lårbenet.